# Forze armate del Kosovo
Le forze armate del Kosovo sono un progetto d'organizzazione, a seguito dell'autoproclamazione d'indipendenza del 17 febbraio 2008, parzialmente riconosciuta a livello internazionale. Attualmente in Kosovo vi sono presenze militari NATO (la KFOR) e l'organizzazione di emergenza civile chiamata Forza di Sicurezza del Kosovo (FSK). Entrambe collaborano per la formazione di una forza di sicurezza regolare di 2.500 uomini e 800 riservisti. In aggiunta, gli Stati Uniti hanno una propria forza militare sul territorio, inquadrata all’interno di KFOR, con lo scopo di stabilire relazioni formali, a seguito del riconoscimento del Kosovo come stato sovrano.
Il 14 dicembre 2018 il parlamento ha approvato, all'unanimità, la proposta della creazione delle Forze armate del Kosovo, con l'appoggio degli Stati Uniti d'America.

## Storia
A seguito della guerra in Kosovo del 1999, il Consiglio di Sicurezza delle Nazioni Unite, con la Risoluzione 1244 ha posto il Kosovo sotto l'autorità dell'UNMIK (United Nations Interim Administration Mission in Kosovo (UNMIK), con la sicurezza garantita dalle forze NATO della KFOR. La KFOR è entrata in Kosovo il 12 giugno 1999 sotto mandato delle Nazioni Unite. In quel periodo in Kosovo era in atto una grave crisi umanitaria, con forze militari e paramilitari della Repubblica Federale di Iugoslavia (FRY) e del Kosovo Liberation Army (KLA). Le tensioni etniche erano al loro apice e il conflitto aveva generato circa un milione di rifugiati.
Il 19 marzo 2008, il presidente degli Stati Uniti George Bush ha autorizzato l'invio di truppe per stabilire relazioni formali col nuovo stato indipendente.

## Forze militari

### Kosovo Force (KFOR)

Distintivo della KFOR in caratteri latini e cirillici

La KFOR (Kosovo Force) è una forza internazionale di peacekeeping della NATO che ha lo scopo di stabilire un tranquillo e sicuro sviluppo in Kosovo. All'inizio del 2010 la KFOR contava circa 9.923 uomini. Prima della creazione delle forze armate del Kosovo, ai sensi della Risoluzione del Consiglio di Sicurezza delle Nazioni Unite numero 1244, era l'unica forza militare autorizzata nel paese.  

### Kosovo Protection Corps (KPC)
Il KPC (Kosovo Protection Corps) (in lingua albanese Trupat e Mbrojtjes së Kosovës) è una forza di sicurezza di emergenza, civile, del Kosovo. È stato creato il 21 settembre 1999, con la promulgazione dell'atto dell'UNMIK n.1999/8. Inizialmente era costituito essenzialmente da veterani del KLA (in lingua albanese Ushtria Çlirimtare e Kosovës o UÇK), l'organizzazione albanese di guerriglia per l'indipendenza della provincia del Kosovo dalla Repubblica Federale di Iugoslavia, durante gli anni Novanta.
Il KPC è costituito da circa 5,000 unità ed ha un budget di 17,6 milioni di euro. Il KPC è stato sciolto il 20 gennaio 2009 ed è stato sostituito dal Kosovo Security Force.

### Kosovo Security Force
Nel marzo del 2008 sono iniziati i preparativi per la creazione della Kosovo Security Force (KSF), ad opera della KFOR, con la collaborazione dei KPC. La forza sarà costituita da 6000 uomini, più 1000 riservisti compresi tra i 19 e i 35 anni. L'arruolamento e l'inizio dell'addestramento è previsto per la fine di maggio e l'inizio di giugno 2009, quando gli esperti NATO arriveranno in Kosovo. Il capo delle forze armate è il Tenente Generale Sylejman Selimi.
Il 21 gennaio 2009 la Kosovo Security Force  è nata ufficialmente ed ha sostituito i Kosovo Protection Corps. La forza di sicurezza verrà addestrata da ufficiali britannici, le uniformi verranno fornite dall'esercito statunitense e i veicoli forniti dalla Germania. La forza è in linea con gli standard NATO. Inoltre anche Italia, Portogallo ed altri paesi NATO, aiuteranno con donazioni lo sviluppo della forza di sicurezza. La Slovenia ha donato 30.000 euro per aiutare il finanziamento del corpo.